# Gnathostrangalia rufovittata
Gnathostrangalia rufovittata är en skalbaggsart som först beskrevs av Maurice Pic 1922.  Gnathostrangalia rufovittata ingår i släktet Gnathostrangalia och familjen långhorningar. Inga underarter finns listade i Catalogue of Life.